# Guy Parigot
Pour les articles homonymes, voir Parigot (homonymie).
Guy Parigot, né le 3 novembre 1922 à Troyes et mort le 15 janvier 2007 à Rennes, est un comédien, metteur en scène et directeur de théâtre français.

## Biographie
Clerc de notaire et journaliste à La Voix de l'Ouest (1945-1950), il fonde avec Georges Goubert la Compagnie des Jeunes comédiens de Rennes qui est à l'origine de la création du Centre dramatique de l'Ouest sous la direction d'Hubert Gignoux (1949). À Rennes, il codirige ensuite la Maison de la Culture (1968), le théâtre du Bout du Monde et la Comédie de l'Ouest, puis cofonde le Grand Huit qui devient en 1989 le théâtre national de Bretagne.
Avec Claude Bessou, il crée le Théâtre de la Parcheminerie à Rennes en 1979.
Il a été également professeur au conservatoire de Rennes de 1974 à 1988.

## Théâtre

### Comédien
- 1949 : Le Baladin du monde occidental de John Millington Synge, mise en scène Hubert Gignoux, Centre dramatique de l'Ouest
- 1949 : L'Avare de Molière, mise en scène Hubert Gignoux, Centre dramatique de l'Ouest
- 1949 : Un chapeau de paille d'Italie d'Eugène Labiche et Marc-Michel, mise en scène Maurice Jacquemont, Centre dramatique de l'Ouest
- 1950 : Les Gueux au paradis de Gaston-Marie Martens et André Obey, mise en scène Maurice Jacquemont, Centre dramatique de l'Ouest
- 1950 : La Mégère apprivoisée de William Shakespeare, mise en scène Henry Grangé, Centre dramatique de l'Ouest
- 1950 : La Critique de l'école des femmes de Molière, mise en scène Hubert Gignoux, Centre dramatique de l'Ouest
- 1950 : L'École des femmes de Molière, mise en scène Hubert Gignoux, Centre dramatique de l'Ouest
- 1950 : La Méprise de Marivaux, mise en scène Hubert Gignoux, Centre dramatique de l'Ouest
- 1950 : Barberine d'Alfred de Musset, mise en scène Hubert Gignoux, Centre dramatique de l'Ouest
- 1951 : Volpone de Stefan Zweig et Jules Romains d'après Ben Jonson, mise en scène Hubert Gignoux, Centre dramatique de l'Ouest
- 1951 : Œdipe ou Le Crépuscule des dieux d'Henri Ghéon, mise en scène Hubert Gignoux, Centre dramatique de l'Ouest
- 1952 : Le Malade imaginaire de Molière, mise en scène Henry Grangé, Centre dramatique de l'Ouest
- 1952 : Intermezzo de Jean Giraudoux, mise en scène Maurice Jacquemont, Centre dramatique de l'Ouest
- 1952 : Les Trois Sœurs d'Anton Tchekhov, mise en scène Hubert Gignoux, Centre dramatique de l'Ouest
- 1952 : Les Nouvelles Aventures de Candide d'après Voltaire, mise en scène Hubert Gignoux, Centre dramatique de l'Ouest
- 1952 : Le Barbier de Séville de Beaumarchais, mise en scène André Maheux, Centre dramatique de l'Ouest
- 1952 : La Valise de Ruzzante, mise en scène Henry Grangé, Centre dramatique de l'Ouest
- 1953 : La Découverte du nouveau monde d'après Felix Lope de Vega, mise en scène Hubert Gignoux, Centre dramatique de l'Ouest
- 1953 : L'Archipel Lenoir d'Armand Salacrou, mise en scène Hubert Gignoux, Centre dramatique de l'Ouest
- 1953 : Knock ou le triomphe de la médecine de Jules Romains, mise en scène Hubert Gignoux, Centre dramatique de l'Ouest
- 1954 : Les Plaideurs de Racine, mise en scène Georges Goubert, Centre dramatique de l'Ouest
- 1954 : Le Voyageur sans bagage de Jean Anouilh, mise en scène Hubert Gignoux, Centre dramatique de l'Ouest
- 1954 : Le Médecin malgré lui de Molière, mise en scène Guy Parigot, Centre dramatique de l'Ouest
- 1954 : Le Marchand de Venise de William Shakespeare, mise en scène Hubert Gignoux, Centre dramatique de l'Ouest
- 1955 : Le Bourgeois gentilhomme de Molière, mise en scène René Lafforgue, Centre dramatique de l'Ouest
- 1956 : Les Hussards de Pierre-Aristide Bréal, mise en scène Georges Goubert, Centre dramatique de l'Ouest
- 1956 : Le Train pour Venise de Georges Berr et Louis Verneuil, mise en scène André Maheux, Centre dramatique de l'Ouest
- 1957 : Soledad de Colette Audry, mise en scène Guy Parigot, Comédie de l'Ouest
- 1957 : Marius de Marcel Pagnol, mise en scène Georges Goubert, Comédie de l'Ouest
- 1958 : Inquisition de Diego Fabbri, mise en scène Jo Tréhard, Comédie de l'Ouest
- 1960 : Turcaret d'Alain-René Lesage, mise en scène Pierre Barrat, Comédie de l'Ouest
- 1960 : Othello de William Shakespeare, mise en scène Guy Parigot, Comédie de l'Ouest
- 1960 : Capitaine Fracasse de Théophile Gautier, mise en scène Georges Goubert, Comédie de l'Ouest
- 1961 : Ruy Blas de Victor Hugo, mise en scène Pierre Barrat, Comédie de l'Ouest
- 1961 : La Cerisaie d'Anton Tchekhov, mise en scène Guy Parigot, Comédie de l'Ouest
- 1961 : Fin de partie de Samuel Beckett, mise en scène Georges Goubert, Comédie de l'Ouest
- 1961 : Edgard et sa bonne d'Eugène Labiche et Marc-Michel, mise en scène Georges Goubert, Comédie de l'Ouest
- 1962 : Tueur sans gages d'Eugène Ionesco, mise en scène Pierre Barrat, Comédie de l'Ouest
- 1962 : Le Prince de Hombourg d'Heinrich von Kleist, mise en scène Guy Parigot, Comédie de l'Ouest
- 1963 : Richard III de William Shakespeare, mise en scène Pierre Barrat, Comédie de l'Ouest
- 1963 : Monsieur Bonhomme et les incendiaires de Max Frisch, mise en scène Pierre Barrat, Comédie de l'Ouest
- 1964 : La Grande Oreille de Pierre-Aristide Bréal, mise en scène Guy Parigot, Comédie de l'Ouest
- 1964 : Homme pour homme de Bertolt Brecht, mise en scène André Steiger, Comédie de l'Ouest
- 1966 : Le Revizor de Nicolas Gogol, mise en scène Jean-Baptiste Thierrée, Comédie de l'Ouest
- 1966 : Le Mariage de Monsieur Mississippi de Friedrich Dürrenmatt, mise en scène Georges Goubert, Comédie de l'Ouest
- 1967 : L'Avare de Molière, mise en scène Guy Parigot, Comédie de l'Ouest
- 1968 : Il faut la balancer, cette dame de Dario Fo, mise en scène Georges Goubert, Comédie de l'Ouest
- 1968 : Hein ? d'Henry Livings, mise en scène Guy Parigot, Comédie de l'Ouest
- 1969 : Ubu roi d'Alfred Jarry, mise en scène Georges Goubert, Comédie de l'Ouest
- 1969 : Dom Juan de Molière, mise en scène Pierre Barrat, Comédie de l'Ouest
- 1969 : Biographie, jeu théâtral de Max Frisch, mise en scène Guy Parigot, Comédie de l'Ouest
- 1971 : Androclès et le lion de George Bernard Shaw, mise en scène Georges Goubert, Comédie de l'Ouest
- 1973 : La Chasse présidentielle de Guillaume Kergourlay, mise en scène Georges Goubert, Comédie de l'Ouest
- 1986 : L'École des bouffons de Michel de Ghelderode, mise en scène Pierre Debauche, Le Grand Huit
- 1987 : Quatre fois Georges Courteline : Hortense, couche-toi !, Gros Chagrins, Théodore cherche des allumettes, Les Boulingrins de Georges Courteline, mise en scène Guy Parigot, Le Grand Huit
- 1988 : L'Illusion comique de Corneille, mise en scène Pierre Debauche, Le Grand Huit
- 1988 : Hamletde William Shakespeare, mise en scène Pierre Debauche, Le Grand Huit
- 1991 : Cœur ardent d'Alexandre Ostrovski, mise en scène Benno Besson, théâtre national de Bretagne
- 1995 : Medea de Sénèque, mise en scène Christophe Rouxel, Nouveau théâtre d'Angers
- 1996 : L'Illusion comique de Corneille, mise en scène Éric Vigner, CDDB-théâtre de Lorient, Le Quartz, théâtre national de Bretagne, théâtre de Caen, théâtre des Treize Vents, La Ferme du Buisson, TNP Villeurbanne, théâtre du Port de la lune, théâtre Nanterre-Amandiers, tournée
- 1998 : Le Jeu de l'amour et du hasard de Marivaux, mise en scène Jean-Pierre Vincent, théâtre Nanterre-Amandiers au théâtre de l'Athénée-Louis-Jouvet
- 1999 : Le Jeu de l'amour et du hasard de Marivaux, mise en scène Jean-Pierre Vincent, théâtre des Treize Vents
- 2000 : Lorenzaccio d’Alfred de Musset, mise en scène Jean-Pierre Vincent, Festival d’Avignon, théâtre Nanterre-Amandiers
- 2001 : Lorenzaccio d’Alfred de Musset, mise en scène Jean-Pierre Vincent, théâtre des Treize Vents
- 2002 : La Mouette d'Anton Tchekhov, mise en scène Philippe Calvario, théâtre national de Bretagne, théâtre des Célestins, théâtre des Bouffes du Nord

### Metteur en scène
- 1954 : Le Médecin malgré lui de Molière, Centre dramatique de l'Ouest
- 1955 : Les Surprises de la nuit d'Oliver Goldsmith, Centre dramatique de l'Ouest
- 1957 : Soledad de Colette Audry, Comédie de l'Ouest
- 1958 : Marie Stuart de Friedrich von Schiller, Comédie de l'Ouest
- 1958 : Tartuffe de Molière, Comédie de l'Ouest
- 1959 : La guerre de Troie n'aura pas lieu de Jean Giraudoux, Comédie de l'Ouest
- 1959 : Six personnages en quête d'auteur de Luigi Pirandello, Comédie de l'Ouest
- 1959 : Le Pain dur de Paul Claudel, Comédie de l'Ouest
- 1960 : Othello de William Shakespeare, Comédie de l'Ouest
- 1961 : Les Femmes savantes de Molière, Comédie de l'Ouest
- 1961 : La Cerisaie d'Anton Tchekhov, Comédie de l'Ouest
- 1962 : Le Prince de Hombourg d'Heinrich von Kleist, Comédie de l'Ouest
- 1962 : Le Café de Carlo Goldoni, Comédie de l'Ouest
- 1963 : On ne badine pas avec l'amour d'Alfred de Musset, Comédie de l'Ouest
- 1963 : La Paix du dimanche de John Osborne, Comédie de l'Ouest
- 1964 : Les Fausses Confidences de Marivaux, Comédie de l'Ouest
- 1964 : La Grande Oreille de Pierre-Aristide Bréal, Comédie de l'Ouest
- 1965 : La Nuit des rois de William Shakespeare, Comédie de l'Ouest
- 1967 : La Mégère apprivoisée de William Shakespeare, Comédie de l'Ouest
- 1967 : L'Avare de Molière, Comédie de l'Ouest
- 1968 : Hein ? d'Henry Livings, Comédie de l'Ouest
- 1968 : Chacun sa vérité de Luigi Pirandello, Comédie de l'Ouest
- 1969 : Biographie, jeu théâtral de Max Frisch, Comédie de l'Ouest
- 1970 : Capitaine Karagheuz de Louis Gaulis, Comédie de l'Ouest
- 1971 : Les Caprices de Marianne d'Alfred de Musset, Comédie de l'Ouest
- 1972 : Les Trente Millions de Gladiator d'Eugène Labiche et Philippe Gille, Comédie de l'Ouest
- 1973 : George Dandin de Molière, Comédie de l'Ouest
- 1974 : L'Architecte et l'Empereur d'Assyrie de Fernando Arrabal, Comédie de l'Ouest
- 1974 : L'Amante Anglaise de Marguerite Duras, Comédie de l'Ouest
- 1986 : Le Monte-plats de Harold Pinter, Le Grand Huit
- 1987 : Quatre fois Georges Courteline : Hortense, couche-toi !, Gros Chagrins, Théodore cherche des allumettes, Les Boulingrins de Georges Courteline, Le Grand Huit
- 1987 : Le Timide au palais de Tirso de Molina, Le Grand Huit
- 1987 : Ballerine de Pierre-Yves Dubois, Le Grand Huit